# Leidseveertunnel

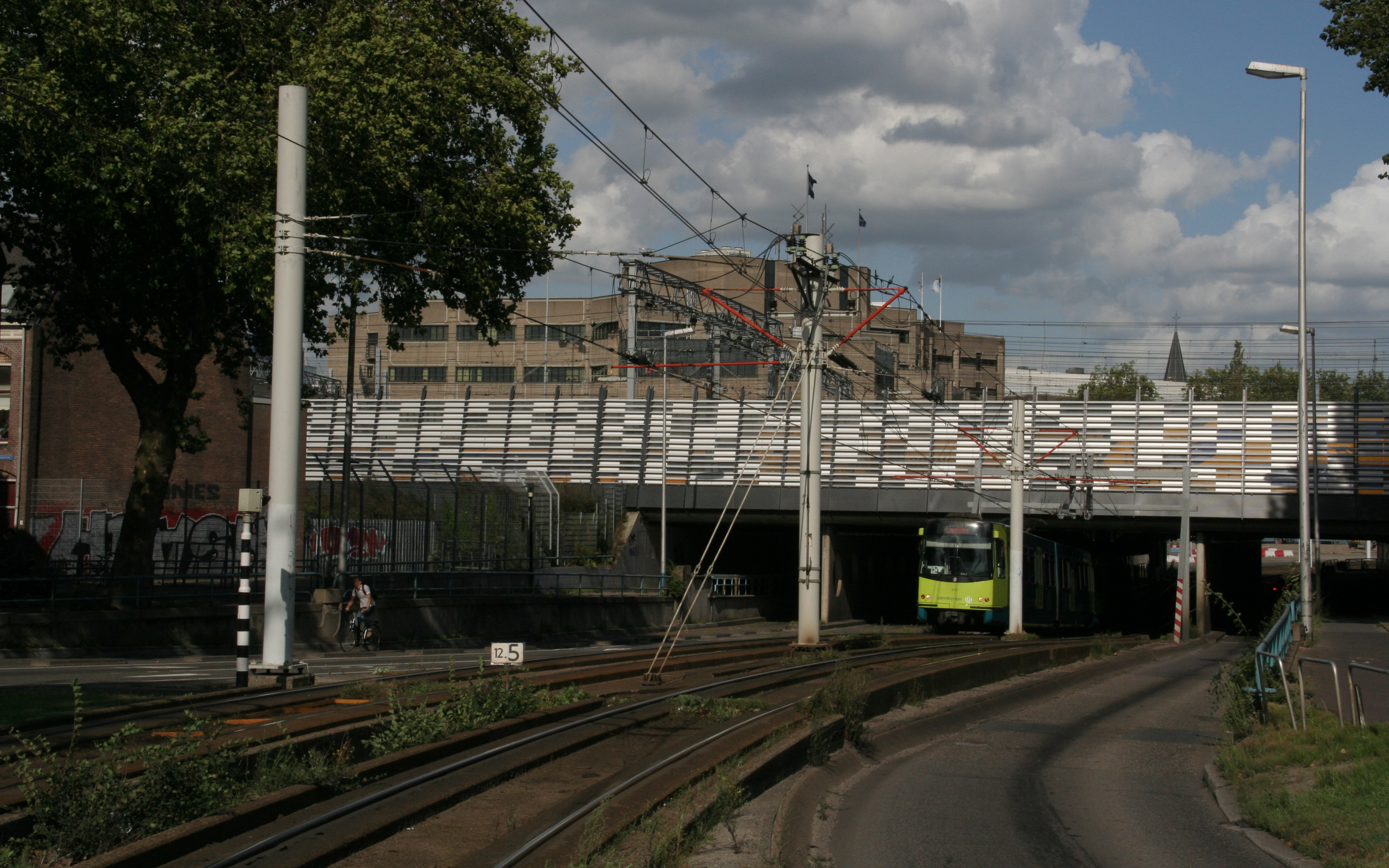
De Leidseveertunnel gezien vanaf het Westplein. Er rijdt net een sneltram richting IJsselstein door de tunnel.

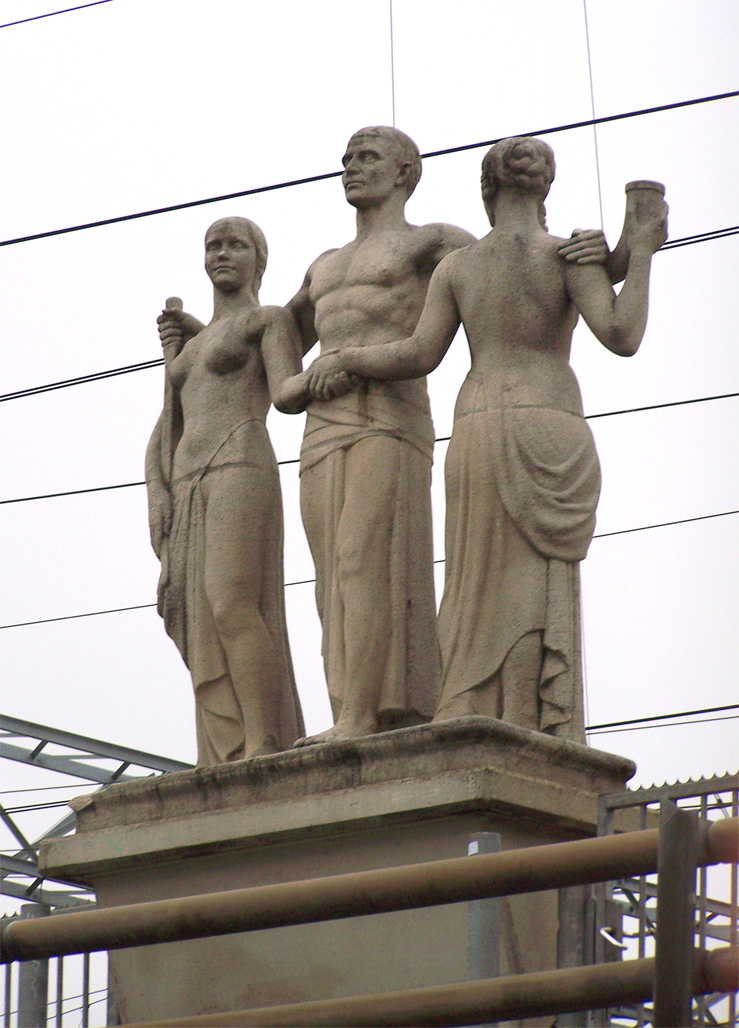
De Eendracht van het Land, natuurstenen beeldhouwwerk op de Leidseveertunnel, 1940, Gerrit Jan van der Veen en gehakt door G.W. Harmsen)

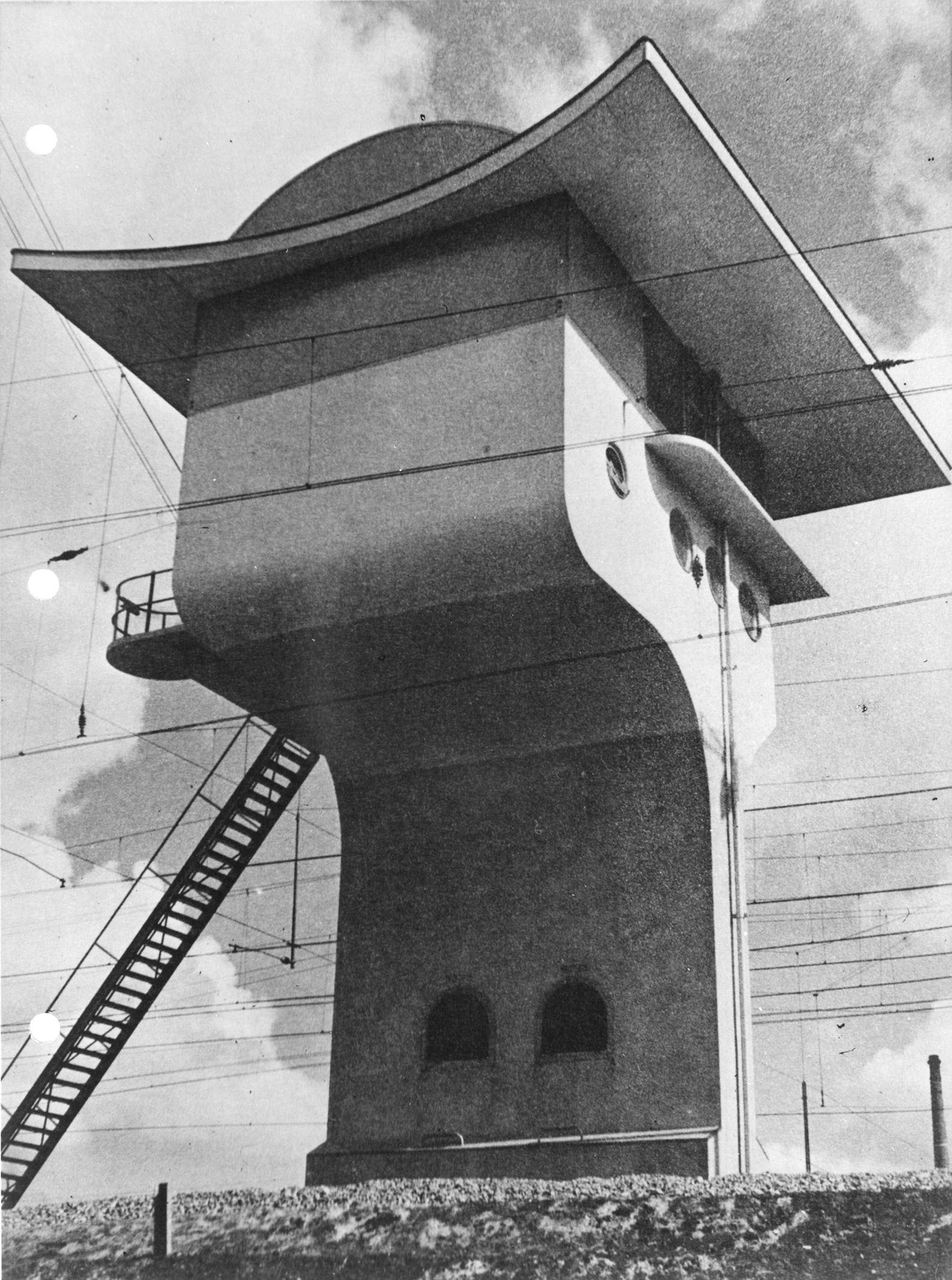
Seinhuisje uit circa 1938

De Leidseveertunnel is een tunnel in Utrecht, net ten noorden van het Centraal Station. Deze tunnel verbindt het Smakkelaarsveld en het stadsbusstation van Utrecht Centraal met het Westplein. De tunnel wordt gebruikt door bussen, fietsers en voetgangers, en tot april 2013 ook door de sneltrams op de tramlijn Utrecht – Nieuwegein/IJsselstein. Omstreeks 2022 opent een nieuwe connectie tussen de oude tramlijn en de nieuw te bouwen Uithoflijn door de tunnel.
Boven de Leidseveertunnel liggen de sporen tussen Utrecht en Leiden/Rotterdam/Den Haag, Schiphol/Amsterdam en Hilversum/Baarn/Amersfoort. Overigens de naam Leidseveertunnel is pas op 28 november 1953 aangebracht.

## Geschiedenis
In 1843 kreeg de sterk groeiende stad Utrecht een treinverbinding en in het westelijk deel van de huidige Utrechtse Binnenstad werd dat jaar door de Nederlandsche Rhijnspoorweg-Maatschappij het eerste station van de stad Utrecht geopend. Dit station zou uitgroeien tot het Centraal Station. Rond 1870 ontwikkelde de stad zich tot het knooppunt van de spoorwegen in Nederland. Gaandeweg groeide het spoorwegennet en het overige verkeer in en rond de oude binnenstad. Het leidde steeds verder tot een verkeersinfarct omdat de kruisingen tussen het spoor en het overige verkeer gelijkvloers waren aangelegd. Rond 1907 werd een onderdoorgang in de Leidseweg aangebracht waarmee een ongelijkvloerse kruising ontstond tussen de binnenstad en de Kanaalstraat en omgeving. Van 15 februari 1919 tot 31 augustus 1937 reed de Utrechtse tram door deze tunnel. 
De Leidseveertunnel werd eind jaren 30 en begin jaren 40 gebouwd ter vervanging van de oude tunnel in de Leidseweg. Deze was met slechts twee rijbanen te smal en te laag voor het toenmalige en toekomstige verkeer. De nieuwbouw, naar ontwerp van de bekende spoorarchitect Sybold van Ravesteyn, omvatte niet alleen de tunnel maar ook aangrenzend een seinhuisje. Op 21 december 1940 werd de tunnel officieel geopend.
Eind jaren 50 zijn twee extra sporen op de Leidseveertunnel aangelegd. Het seinhuisje, dat overigens nooit als zodanig in gebruik is geweest en na 1945 fungeerde als noodwoning, is in die ontwikkeling gesloopt. Een nieuw seinhuis is daarbij aan de overzijde gebouwd. Begin jaren 80 werd een tunnelbuis voorzien van sporen voor de Sneltram. De beschikbare ruimte in de Leidseveertunnel is bepalend geweest voor de afmetingen van de trams. 
In mei 1985 bezocht de paus de Utrechtse Jaarbeurs. Anti-pausdemonstranten wilden vanuit de binnenstad daarnaartoe maar werden ter hoogte van de tunnel door de Mobiele Eenheid gestuit, wat tot een confrontatie leidde.
De Leidseveertunnel is aan twee zijden verlengd. Rond 1992 is er aan de oostzijde een stuk aangebouwd om het kopperron uit 1986 met de, voor spoorwegbegrippen, nieuwe sporen 1 en 2 van Station Utrecht Centraal te verlengen. Het beeldhouwwerk De Eendracht van het Land werd toen verplaatst. In 1989 was de tunnel genomineerd voor de status van gemeentelijk monument maar in verband met  uitbreidingsplannen van de spoorwegen is de nominatie ingetrokken. In de jaren 1990 werd de tunnel ook aan de westzijde verlengd ten behoeve van de nieuwe sporen 18 en 19 van Utrecht Centraal. In 2012-2013 zijn de sporen 1, 2 en 3 van Utrecht Centraal verlegd om de perrons te verbreden, maar dit is zodanig uitgevoerd dat de Leidseveertunnel niet verlengd hoefde te worden.
Naastgelegen onderdoorgangen van de spoorlijnen noordelijk van het Centraal Station zijn de Van Sijpesteijntunnel en de Daalsetunnel.